# احمد آرامش
احمد آرامش (۱۲۸۷ یزد – ۱۳۵۲ تهران) وزیر کار و تبلیغات ایران و رئیس سازمان برنامه بودجه و از سیاست‌مداران جنجالی دوره محمدرضا پهلوی بود که سرانجام زندانی و کشته شد.

## آغاز کار
تحصیلاتش را در یزد آغاز کرد و در کالج آمریکایی تهران به انجام رساند و در وزارت طرق و شوارع (راه) استخدام شد. پس از تشکیل وزارت پیشه و هنر و بازرگانی در سال ۱۳۲۰ به آن وزارت‌خانه منتقل و رئیس حسابداری و در مهر ۱۳۲۴ مدیرکل امور مالی شد.

## ورود به سیاست
آرامش سپس معاون وزارت بازرگانی و پیشه و هنر و در آذر ۱۳۲۵ در کابینه قوام‌السلطنه وزیر کار و تبلیغات شد. پس از آنکه قوام حزب دموکرات ایران را تأسیس کرد، آرامش در این حزب فعالیت زیادی داشت و سرانجام قائم‌مقام دبیرکل حزب شد و سیاست تبلیغاتی حزب را اداره می‌کرد. او روزنامه‌های بهرام و دیپلمات را که مدیر و صاحب امتیازشان بود ارگان حزب کرد و به ریاست انجمن روزنامه‌نگاران برگزیده شد.
پس از سقوط کابینه قوام، آرامش گرچه سمت دولتی نداشت اما در سیاست فعال ماند. در جریان کودتای ۲۸ مرداد ۱۳۳۲، رابط میان عده‌ای با کرمیت روزولت بود و پول‌هایی میان آنها تقسیم و دسته‌جاتی برای تظاهرات بسیج و به مرکز شهر روانه می‌کرد. پس از کودتا در هشتم آذر ۱۳۳۳ به رأی مجلس، عضو هیئت نظارت سازمان برنامه شد تا اینکه شوهر خواهرش جعفر شریف‌امامی در سال ۱۳۳۹ به نخست‌وزیری رسید او را وزیر مشاور و رئیس سازمان برنامه کرد.
آرامش پس از استقرار در سازمان برنامه شروع به افشاگری کرد و ابوالحسن ابتهاج مدیرعامل سابق سازمان را متهم به حیف و میل‌های بزرگ در سازمان برنامه کرد. با سخنرانی‌های او در مجلس شورای ملی (دوره بیستم) و مصاحبه‌هایش، موضوع سوء استفاده در سازمان برنامه ابعاد گسترده‌ای پیدا کرد و ابتهاج نیز متقابلاً به دفاع از خود برخاست و این اتهامات را رد کرد.

## نقش در ۲۸ مرداد ۱۳۳۲
بگفته گازاریوسکی برادران رشیدیان به کرمیت روزولت پیشنهاد می‌کنند از طریق آرامش به آیت الله کاشانی پول بدهد تا او تظاهرات ضد مصدق را هماهنگ کند. در صبح ۲۸ مرداد مأموران سیا به خانه آرامش می‌روند و مبلغ ده هزار دلار به او می‌دهند. روشن نیست که او پول را به کاشانی داده است یا نه.

## زندان و قتل
کابینه جعفر شریف‌امامی به علت افشاگری‌های آرامش و اعتصاب فرهنگیان و بحران اقتصادی ساقط شد. مدت ریاست آرامش بر سازمان برنامه کمتر از سه ماه بود. پس از آن به فعالیت علیه دولت و سپس علیه شاه پرداخت و اعلامیه‌هایی انتشار داد که به بازداشت و محاکمه و محکومیتش به اعدام انجامید. مجازات او تخفیف یافت و مجموعاً هفت سال زندانی بود. چند بار دست به خودکشی زد که نجات یافت. در سال ۱۳۵۲ به وساطت شریف امامی از زندان آزاد شد، اما پس از مدتی در پارک فرح (لاله کنونی) تهران هدف گلوله مأموریت امنیتی قرار گرفت و به قتل رسید. روزنامه‌ها نوشتند خرابکاری به نام احمد آرامش که قصد ترور مأموران را داشت به قتل رسید.
آرامش در قطعه ۷، ردیف ۵۳، شماره ۳۰ بهشت زهرای تهران به خاک سپرده شد. پس از انقلاب کتابی به نام هفت سال در زندان آریامهر به قلم او انتشار یافت که گفته می‌شود جز چند صفحه، بقیه آن را اسماعیل رائین نوشته است. 